# Vietteania inangulata
Vietteania inangulata är en fjärilsart som beskrevs av M.Gaede 1935. Vietteania inangulata ingår i släktet Vietteania och familjen nattflyn. Inga underarter finns listade i Catalogue of Life.